# Коноплі у Японії
Японська назва коноплі — аса (麻). Її використовували для виготовлення конопляного волокна — прядива. Словом аса також традиційно позначали ряд неспоріднених із коноплями рослин, з яких отримували подібне волокно. Серед них були китайська кропива муракасі (苧麻), абутилон ітібі (莔麻) та кропива звичайна іракуса (刺草). З прядива пряли нитки, з яких виготовляли полотно, що йшло на одяг.
Найдавніші знахідки прядив рослин типу аса в Японії датуються 1 століттям до Р. Х., серединою періоду Яйой. Відомі випадки, що стародавні японці підносили їх синтоїстським богам дякуючи за врожай. Виготовлений з такого прядива одяг постачався знаті, з середньовіччя став основним вбранням простолюдинів. Коноплі та рослини типу аса залишалися найпоширенішими технічними культурами на Японських островах аж до початку 17 століття, коли вони поступилися імпортованій з материка бавовні.
У 7 — 9 століттях прядиво і конопляне полотно вважалося стратегічною сировиною. Центральна влада зобов'язувала регіони сплачувати ними щорічний податок. В імператорській скарбниці Сьосоін по сьогодні зберігаються тогочасні тканини різних типів, що йшли на одяг монарху та його придворним.
У 11 — 13 століттях урядовці провінційних маєтків сьоенів часто брали за свої послуги судді плату конопляним прядивом і полотном. В той час ці товари були ще рідкістю. Проте у 14 — 16 столітті, в період існування сьоґунату Муроматі, у зв'язку із розвитком японської економіки, нитки та тканини, виготовлені з рослин типу аса, стали повсякденним товаром. Довкола столиці Кіото виникли цехи, які перебували під протекцією аристократичного роду Сандзьо і спеціалізувалися на продажу цієї продукції. Головними осередками збуту полотна в Японії стали міста Теннодзі в провінції Сеццу та Сакамото в провінції Омі, а найбільшими центрами виготолення товарів були провінції Ісе, Кай, Сінано, Міно, Етідзен, Етіґо, Тамба, Харіма, Ійо, Хідзен, Хіґо та Сацума.
У період Едо (1603–1867) найякісніші конопляні тканини йшли на виготовлення самурайського парадного одягу, а з полотен, пофарбованих барвниками індиго, шили літнє жіноче кімоно. В цю ж добу з'явилися різні методи обробки тканин, а також нові барвники, що збільшило попит на продукцію з прядива рослин аса. Окрім одягу, конопляні волокна часто використовувалися для плетіння сітей, міцних шнурів та дротів, паперу, а також сіток від комарів.
З XVIII століття конопляні тканини були витіснені бавоняними та шовковими.